# Liste der Monuments historiques in Saint-Cyr-en-Arthies
Die Liste der Monuments historiques in Saint-Cyr-en-Arthies führt die Monuments historiques in der französischen Gemeinde Saint-Cyr-en-Arthies auf.

## Liste der Bauwerke
| Bezeichnung               | Beschreibung | Standort | Kennzeichnung | Schutzstatus | Datum | Bild           |
| ------------------------- | ------------ | -------- | ------------- | ------------ | ----- | -------------- |
| Kirche St-Cyr-Ste-Julitte |              | (Lage)   | PA00080193    | Inscrit      | 1947  | weitere Bilder |

## Liste der Objekte
- Monuments historiques (Objekte) in Saint-Cyr-en-Arthies in der Base Palissy des französischen Kultusministeriums